# Almenara (Minas Gerais)
Almenara es un municipio brasileño del estado de Minas Gerais, perteneciente a la microrregión del mismo nombre. Su población según el Instituto Brasileño de Geografía y Estadística (IBGE) en 2010 era de 38 779 habitantes.
Está situado los márgenes del Río Jequitinhonha, dentro de la región conocida como Valle del Jequitinhonha. Durante mucho tiempo Almenara tuvo la mayor playa fluvial de Brasil. La polución del Río Jequitinhonha, causada por la extracción del oro realizada con mercurio trajo daños inmensos al río, diminuyendo su volumen y, consecuentemente alterando su curso, retirándole este atractivo. La región vive esencialmente de la ganadería, la artesanía y el sector terciario.